# Debruyneara
× Debruyneara, (abreviado Dbra) en el comercio, es un híbrido intergenérico entre los géneros de orquídeas Ascocentrum × Luisia × Vanda. Fue publicado en Orchid Rev. 80: 142 (1972).